# スティールパン
スティールパン（Steelpan）は、ドラム缶から作られた音階のある打楽器。独特の倍音の響きを持った音色が特徴。カリブ海最南端の島国トリニダード・トバゴ共和国で発明された。

## 構造
すり鉢状に成形されたドラム缶の底面に音盤が配置されており、この音盤を先端にゴムを巻いたバチ(マレット)で叩くことにより音盤及び胴体部を振動させて音が発生する。
55米ガロン (210 L)のドラム缶を材料とするものが主流であり、各種産業で使用済のものや、楽器専用に作られたドラム缶により製作される。
工業的に量産することが難しく、2020年現在でも職人による手作業で製作される。また、調律には専門の調律師(チューナー)がおり、チューナーを名乗るためには非常に高度な技術と経験が必要とされる。

## 名称
アメリカやヨーロッパではスティールドラム(Steel Drum)と呼ばれることが多いが、トリニダード・トバゴにおいてはスティールパン（Steelpan）もしくは単にパン（pan）と呼ぶのが一般的である。日本においてはこのどちらの呼び名も使われており、さらに「steel」という英単語を「スティール」と読むか「スチール｣と読むかによる違いもあり、呼び名の統一がなされていない。

## 用例
スティールパンは、スティールバンドとよばれる、スティールパンを中心とする音楽グループで演奏されることが多い。また、ポピュラー音楽でも特徴的な音色を生かしたアレンジで伴奏に使われることもある。
スティールパンは、トリニダード・トバゴの首都ポートオブスペインで毎年開催され、世界三大カーニバルにも数えられるカーニバルの場に於いても、欠かせない楽器である。パレードにおいては、「ボート」と呼ばれるオープントレーラーの上で演奏しながら街を周回する姿が見られる。
また、カーニバル期間中に行われるスティールバンドのコンテスト「パノラマ (Panorama)」は大小100組以上ものバンドが参加して毎年盛大に行われ、国内外を問わず大きな注目を集めている。なかでも、ラージバンドと呼ばれる大規模なバンドには100名ものスティールパン奏者が参加し、この日のために練習した大迫力の演奏を披露する。

## 歴史
トリニダード・トバゴでは、19世紀半ばに当時占有していたイギリス政府によりドラムの使用を禁止された黒人達が、いろいろな長さにした竹の棒を地面に打ち付けたりバチで叩いて音を出すタンブー・バンブーを代用していた。しかし1937年、このタンブー・バンブー（Tamboo bamboo）の使用も禁じられた人々は、身近にあったビスケットなどのカン類などを楽器として使用し始めた。そうした中、1939年に、ウインストン・スプリー・サイモンがぼろぼろになったドラム缶を直そうとしていた際、叩く場所によって音が違っていることに偶然気付き、スティールパンの元となるものを作り出したと言われている。当時は、ピンポン（Ping Pong、現在のSingle Tenorに相当する）と呼ばれていた。それ以後、エリオット・エリー・マネット、ネヴィル・ジュレス、バーティー・マーシャル、アンソニー・ウィリアムズ、ルドルフ・キング・チャールズなどの人々が改良を加え、スティールパンを発展させてきた。
トリニダード・トバゴ独立後、アメリカやイギリスなど先進国への移民の奨励によって、世界中にスティールパンが広まった。
1960年代以降、多くのスティールバンドが北中米を中心にワールドツアーを行ったが、当初は「南国の珍しい楽団」という受け取られ方でしかなかった。しかしその後、楽器そのものの発展とともに演奏技術や音楽性を高め、今ではジャズやクラシックの大きなイベントに招待されることも少なくない。
録音物については、1950年代にSP盤がいくつか発売され、以降も主にスティールバンド編成のレコードが制作され、トリニダード・トバゴや周辺国における観光の土産物としても人気があった。1970年代後半からはカリプソやソカの録音に参加したり、ソロとしてレコードを発売するプレイヤーも現れはじめた。
また、ヴァン・ダイク・パークスらがいち早く自分の音楽に取り込んだアルバムを発表し、ジョン・レノンの「ビューティフル・ボーイ」やグローヴァー・ワシントン・ジュニア&ビル・ウィザーズ「クリスタルの恋人たち」、ザ・ビーチ・ボーイズ「ココモ」などの楽曲にも取り入れられ、一躍世界的に有名な楽器となった。
このような発展から「20世紀最後にして最大のアコースティック楽器発明」と呼ばれており、1992年にトリニダード・トバゴ政府により、正式に「国民楽器」に認定された。

## 種類
スティールパンは、音域によってさまざまな種類がある。
- テナーパン（ソプラノ）/tenor

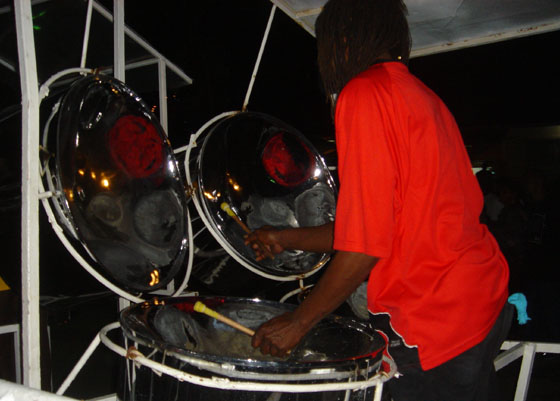
Quadrophonic

最も高い音が鳴る。主にメロディーを担当し、音域も2オクターブ以上ある。
さらに、ドから始まるロウテナーパン(lowtenorpan)とレから始まるハイテナーパン(hightenorpan)がある。
- ダブルテナー/Double tenor
- ダブルセコンド/Double second
- ダブルギター/Double guitar
- クアドロフォニック/Quadrophonic
- トリプルギター/Triple guitar
- チェロパン/Cello
- シックスパン（チャリオット）/Six pan
- テナーベース/Tenor bass
- シックスベース/Six bass
- ナインベース/Nine bass
- トゥエルヴベース/12

## 国・地域別の状況

### 日本
日本では、1960年代に独楽芸人の筑紫こま鶴が持ち込んだものが最初とされている。
1970年代後半からは細野晴臣が楽曲に使用したほか、1980年発表の郷ひろみのシングル曲「セクシー・ユー」で演奏されたのがきっかけで一般的にもある程度知られるようになった。
大阪万博、沖縄海洋博ではカリブ文化の紹介としてトリニダード・トバゴからバンドが招聘され、演奏を披露した。
プロミュージシャンとして、日本で最初に本格的にスティールパンに取り組んだ人物はヤン富田であり、1980年代を中心に奏者として活躍した後、田村玄一、大野由美子らと共にASTRO AGE STEEL ORCHESTRAを結成し、1994年にトリニダード・トバゴでの録音を含むアルバム『HAPPY LIVING』を発売した。
1990年代になると、その印象的な音色からテレビ番組やコマーシャルなどで使用されることも多く、一般的に耳にする機会も増えている。1990年発売のスーパーファミコン用ゲーム『スーパーマリオワールド』はメインテーマ曲がスティールパンを模した電子音で演奏された。
宮崎県のシーガイアでは、長期に渡りTrinidad Showboat Steelbandの演奏が行われ、参加した演奏家の一部は、現在でも日本で演奏・指導などの活動を行なっている。
1995年には、トリニダード・トバゴより招いたRenegades Steel Orcestra（レネゲイズ）のブライアン・ブルーマント指導の下、富山県福野町（現南砺市）にて日本初の市民スティールオーケストラであるスキヤキ・スティールオーケストラが結成された。
原田芳宏率いるパノラマスティールオーケストラ、土生Tico剛・田村玄一が参加するLITTLE TEMPOは、それまでのワールドミュージックという括りに捉われず、クラブやロックフェスといったシーンに受け入れられ、この楽器の知名度を上げる大きなきっかけとなった。
2020年代には、PAN NOTE MAGICが「世界の果てまでイッテQ!」や「スクール革命!」などの人気バラエティー番組に出演したことで、さらに知名度を上げるきっかけになった。
そのほか、町田良夫、山村誠一、上々颱風などといったアーティストによって取り組まれるとともに、Panland Steel Orchestra・WAIWAI STEEL BANDなど、全国各地でアマチュア演奏家によるスティールバンドが結成されている。
また、武満徹の『系図 ―若い人たちのための音楽詩―』（1992年）や「フロム・ミー・ホワット・ユー・コール・タイム」（1990年）では重要な打楽器として扱われるなど、いわゆる現代音楽の邦人作品にも、次第に登場するようになっている。
トリニダード・トバゴ出身のマイケル"マニッシュ"ロビンソンや生田明寛など、日本で活動するスティールパン製作者も登場し、多くの演奏者が彼らの製作した楽器を使用している。1990年代から楽器の輸入・製作販売を行い、日本人製作者の草分けとして活躍した園部良は、2016年にスティールパン製作からの撤退を発表し、以後はハンドパンの製作に移行した。

## 関連文献
- 冨田晃著『祝祭と暴力 スティールパンとカーニヴァルの文化政治』二宮書店、2005年12月、ISBN 481760235X